# Acacia ashbyae
Acacia ashbyae là một loài thực vật có hoa trong họ Đậu. Loài này được Maslin miêu tả khoa học đầu tiên.